# تاداشي ناكاياما (رسام)
تاداشي ناكاياما (باليابانية: 中山正) هو رسام ياباني، ولد في 1927، وتوفي في 2014.